# Laurinkarinpöllö
Laurinkarinpöllö är en ö i Finland. Den ligger i Finska viken och i kommunen Kotka i den ekonomiska regionen  Kotka-Fredrikshamn i landskapet Kymmenedalen, i den södra delen av landet. Ön ligger omkring 19 kilometer söder om Kotka och omkring 120 kilometer öster om Helsingfors. 
Öns area är 1,4 hektar och dess största längd är 180 meter i sydöst-nordvästlig riktning. Närmaste större samhälle är Kotka, 19,5 km nordväst om Laurinkarinpöllö.